# I Don't Know What You Want but I Can't Give It Any More
I Don't Know What You Want but I Can't Give It Any More è un singolo del gruppo musicale britannico Pet Shop Boys, pubblicato il 19 luglio 1999 come primo estratto dal settimo album in studio Nightlife.
Il brano ottenne un discreto successo in madrepatria, giungendo quindicesimo nella Official Singles Chart, e ben maggiore negli Stati Uniti d'America, dove arrivò secondo nella Dance Club Songs stilata da Billboard. Nello stesso anno entrò inoltre nel Guinness dei primati come brano con il titolo più lungo del mondo.

## Descrizione
Il testo del brano è strutturato tutto sotto forma di domande, particolarità piuttosto notevole per i testi dei Pet Shop Boys, e in un'intervista Neil Tennant dichiarò che il brano narra "della fine di una relazione fra due persone, le quali non si parlano più. Non si capiscono l'un l'altra". Secondo il punto di vista di Chris Lowe, il brano può anche essere letto sotto la chiave del partner che non capisce cosa realmente voglia la sua controparte, come "qualcuno molto esigente".

## Video musicale
Il video fu degno di nota in quanto mostrò per la prima volta i Pet Shop Boys nei costumi della loro Nightlife Era: pantaloni larghi a strisce bianche e nere, giacche nere, occhiali con lenti rotonde e capelli gialli in stile punk. Nel videoclip il duo attraversa una vera e propria fase di trasformazione, passando da una condizione sobria al look finale. La copertina del singolo mostra Tennant e Lowe, nei costumi sopracitati, con al guinzaglio dei cani: questa immagine appare anche nel video, nella parte finale, dove i due (completamente trasformati) si siedono su una panchina assieme ai cani...per poi essere raggiunti dai loro alter ego da bambini.

## Tracce
CD singolo – parte 1
1. I Don't Know What You Want but I Can't Give It Any More
2. Silver Age
3. Screaming

CD singolo – parte 2
1. I Don't Know What You Want but I Can't Give It Any More (The Morales Remix)
2. I Don't Know What You Want but I Can't Give It Any More (Thee Maddkatt Courtship 80 Witness Mix)
3. Je t'aime...Moi non plus

12" promozionale
1. I Don't Know What You Want but I Can't Give It Any More (The Morales Remix)
2. I Don't Know What You Want but I Can't Give It Any More (Thee Maddkatt Courtship 80 Witness Mix)
3. I Don't Know What You Want But I Can't Give It Any More (Dub Mix)
4. I Don't Know What You Want but I Can't Give It Any More (Radio Fade)
5. I Don't Know What You Want but I Can't Give It Any More (Thee Drum Drum Mix)
6. I Don't Know What You Want but I Can't Give It Any More (Thee 2 Blak Ninja Mix)

## Classifiche
| Classifica (1999/2000)   | Posizione massima |
| ------------------------ | ----------------- |
| Austria                  | 37                |
| Canada                   | 14                |
| Finlandia                | 5                 |
| Germania                 | 23                |
| Italia                   | 21                |
| Paesi Bassi              | 20                |
| Regno Unito              | 15                |
| Stati Uniti (dance club) | 2                 |
| Svezia                   | 26                |
| Svizzera                 | 28                |